# Lucio Tasca Bordonaro
Lucio Tasca Bordonaro, né à Palerme le 13 février 1880, mort dans cette ville le 6 mai 1957, est un propriétaire terrien et homme politique italien.
Propriétaire de vastes terres en Sicile, il modernise et agrandit le vignoble familial Tasca et Regaleali. Militant séparatiste, il est le premier maire de Palerme suivant le débarquement allié en Sicile.

## Biographie

### Riche propriétaire terrien sicilien
Fils de Giuseppe Tasca Lanza, maire de Palerme et sénateur du Royaume, et d'Annetta Bordonaro Chiaramonte, Lucio Tasca Bordonaro a hérité du titre de comte d'Almerita.
Diplômé en droit à l'université de Rome, il est partisan de l'intervention de l'Italie dans la Première Guerre mondiale et s'engage comme volontaire. À l'issue du conflit, il dirige l'hôpital de Piazza Marmi à Palerme. Pendant plus de cinquante ans, il a été un membre actif du conseil d'administration de l'Hospice Marino.
En 1920, il rejoint le Parti agraire sicilien, créé par son cousin, Pietro Lanza di Scalea autour d'un objectif de développement économique et social de l'île par une agriculture moderne et le pastoralisme. Il y prend une place notable, développant ses idées séparatistes, pour une Sicile, sinon indépendante politiquement, au minimum autonome administrativement et économiquement. Il exprime sa position séparatiste la même année dans un fascicule distribué clandestinement, intitulé « La Sicile aux Siciliens ! » dans lequel il dénonce la supposée exploitation économique du Nord  : 

« LA SICILE AUX SICILIENS ! 

Insulaires ! Un sentiment profond agite silencieusement notre âme, un sentiment à travers lequel toutes les classes sociales fraternisent, devant lequel s'effacent toutes les divergences des partis politiques. C'est la foi en cette victoire à laquelle, peut-être depuis des millénaires, l'âme sicilienne aspire sans cesse, et l'instinct de notre conscience nous avertit aujourd'hui que le rêve séculaire opprimé par la longue pratique du servage est peut-être sur le point de devenir réalité.

Insulaires ! La centralisation économique et politique dans la capitale épuise chaque jour nos ressources alimentaires, appauvrit nos finances au profit des régions qui ont profité de la guerre et qui, en temps de paix, non seulement refusent de collaborer à la renaissance du pays, mais empêchent les parties saines de la nation de travailler au bien-être commun. L'esclavage dont le Nord nous menace est sans équivalent dans l'histoire et peut même nous faire regretter la domination musulmane.

Insulaires ! Soixante ans de régime unitarien ont passé sur notre île comme un tourbillon de destruction. De la vente des biens ecclésiastiques (héritage qui nous a trompés) au vain sacrifice de nos proches, en passant par une fiscalité sans précédent et une alimentation désastreuse, tout sert à illustrer les désavantages de la Sicile dans une union économique d'exploitation. Songez, Siciliens, que la lire italienne vaut aujourd'hui 20 cents, alors que les produits naturels du sol, le travail volontaire de nos mains, assureraient à notre monnaie un taux de change très élevé et, par conséquent, un retour à un coût de vie normal. 
Insulaires ! Si vous êtes nés serviteurs, résignez-vous à servir, mais si vous êtes des hommes libres, préparez vos âmes aux événements qui mûrissent, suivez notre mouvement, faites-vous les apôtres de notre foi et la SICILE SERA AUX SICILIENS.

Le Comité Permanent des Insulaires. »

Il écrit également dans le journal Il Mediterraneo, qu'il lance avec le prince de calea et le prince de Carcaci comme organe du Parti agraire, dans la revue Sicilia Nuova, dont il est le fondateur, et dans L'Ora.
Il n’exerce pas le métier d'avocat pour se consacrer à la propriété familiale, Tasca d'Almerita, qu'il transforme en l'un des vignobles les plus technologiquement avancés de la Conca d'oro. À partir de 1922, il y adjoint le domaine Regaleali, triplant la surface des vignes, et agrandit les caves. Il y développe la mécanisation dès 1924, et remporte deux fois le prix Pistone de la meilleure exploitation agricole sicilienne, trois fois le prix du concours provincial de la bataille du blé, et le premier prix du grand concours national en 1936. En 1932, il est nommé chevalier de l'ordre du Mérite du Travail.
Principal représentant de la Société des agriculteurs siciliens, regroupant des propriétaires terriens de l'île, et animé par une aspiration autonomiste, il publie en 1941 Éloge du latifundium sicilien.
Après la chute du fascisme, il renforce ses idées séparatistes eau sein du Mouvement pour l'indépendance de la Sicile.

### Maire séparatiste de Palerme
Le 22 juillet 1943, la 7e armée américaine du général George Patton entre dans Palerme et le Gouvernement militaire allié des territoires occupés  (Amgot) est installé. Le lieutenant colonel Charles Poletti, commissaire aux affaires civiles, destitue les préfets et podestats fascistes de l'île et nomme, le 27 septembre, Lucio Tasca Bordonaro, comme premier maire post-fasciste de Palerme, en suivant les conseils de la franc-maçonnerie et de la curie épiscopale.
La rumeur selon laquelle ce dernier aurait hébergé clandestinement le militaire dans sa villa de Palerme pour préparer le débarquement allié est rejetée par la plupart des historiens. Lucio Tasca offre aux alliés un profil rassurant de propriétaire terrien, influent mais resté à distance du régime fasciste.
Cette nomination est contestée par les membres locaux du Comité de libération nationale, qui considèrent que Tasca défend les intérêts des propriétaires plus que ceux des Palermitains et qu'il ne partage pas leur aspiration à une transformation sociale, comme en témoigne son Éloge du latifundium sicilien. Il rejette par exemple la mise en place des « greniers du peuple » visant à lutter contre la spéculation et le marché noir.
À ses côtés sont nommés notamment le démocrate chrétien Bernardo Mattarella, le socialiste Rocco Gullo, l'indépendantiste Antonino Varvaro, le duc Fabrizio Alliata di Pietratagliata.
Il reste en poste 11 mois, agissant sous le contrôle des Alliés dans une ville exsangue, détruite, soumise au marché noir et à l'inflation.
Il fait installer en janvier 1944 la fresque monumentale Le Triomphe de la Mort dans la salle des séances de l'hôtel de ville.
Il est contesté par les conseillers catholiques, considérant qu'il profitait de son mandat pour renforcer les positions séparatistes, comme quand il souhaite deux assemblées de représentants municipaux et de représentants provinciaux pour affaiblir l'autorité du gouvernement italien. En effet, membre important du mouvement séparatiste de l'île, il anime, avec le prince Giovanni Alliata Di Montereale et le baron Stefano La Motta di Monserrato, le courant agraire du Mouvement pour l'indépendance de la Sicile. Avec son fils, Giuseppe,  le baron La Motta et l'avocat Cacopardo, il organise des recrutements dans l'Armée volontaire pour l'indépendance de la Sicile (Evis), puis dans le Jeunesse révolutionnaire pour l'indépendance de la Sicile (GRIS) que commande Giuseppe Tasca.
Quand l'administration est rendue au gouvernement italien, le Comité de libération nationale regroupant les partis antifascistes sous l'influence anti-séparatiste du haut-commissaire Salvatore Aldisio, contraint Tasca à démissionner le 30 août 1944 après la démission de conseillers municipaux, dont le chrétien-démocrate Bernardo Mattarella et l'actionniste Antonino Ramirez. Tasca déclare alors que « la dictature fasciste est remplacée par celle du comité de libération ».
Avec la réforme agraire de 1950, le domaine de Regaleali passe de 1 200 à 500 hectares et le duc perd plus de la moitié de la surface de ses terres, redistribuées aux paysans.